# 펜탁스 K10D

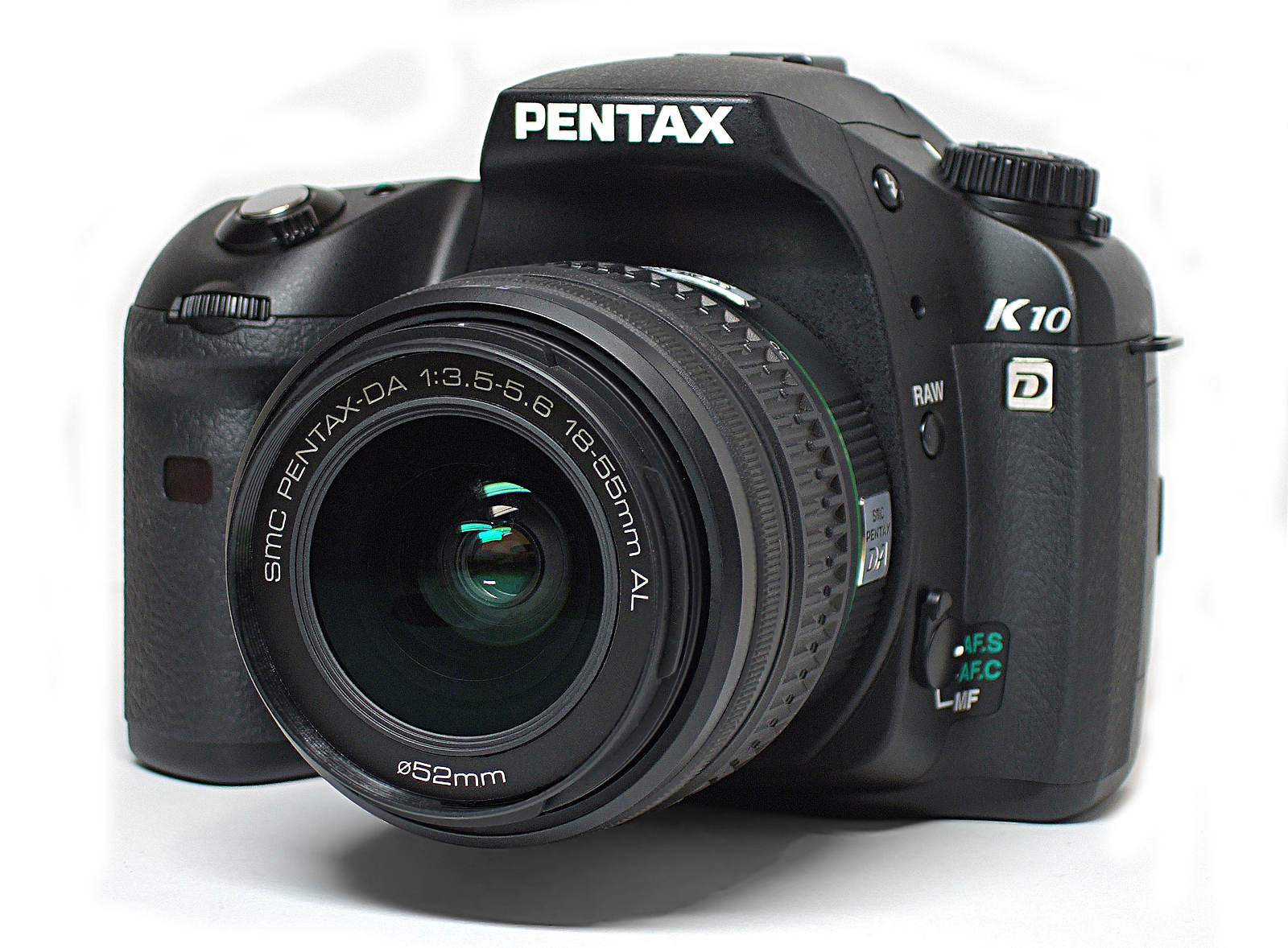
펜탁스 K10D

펜탁스 K10D(Pentax K10D)는 2006년 후반기에 출시된 1020만 유효 화소 디지털 SLR이다. 펜탁스 K10D과 삼성 GX-10은 디자인 외에는 거의 동일하며, 일본 펜탁스와 대한민국 삼성테크윈이 공동으로 개발했다. 펜탁스 KAF2 마운트를 가진다.
K10D의 이미지 센서는 소니의 ICX493AQA CCD 센서로 추정된다. K10D는 22 bit ADC(analog-to-digital converter)와 손떨림 보정 기구를 가지고 있다. 손떨림 보정 기구는 카메라의 CCD 센서를 움직임으로써 손떨림을 보정한다. dpreview.com의 실험결과에 따르면 50mm 렌즈 사용시 약 1 stop의 손떨림 보정 효과가 있다. 센서가 직접 움직여 작동하는 방식이므로, 마운트 가능한 모든 렌즈에 대하여 손떨림 보정 기능을 사용할 수 있다.
K10D는 22 bit ADC를 가지고 있어 일반적으로 12 bit ADC를 사용하는 기존 디지털 SLR보다 다이나믹 레인지가 넓다고 펜탁스 측에서 주장하였다. 하지만, dpreview.com의 실험 결과에 따르면 K10D JPEG 이미지의 다이나믹 레인지는 경쟁 제품들(니콘 D80, 소니 DSLR-A100, 캐논 EOS 30D, 캐논 EOS 400D)보다 좁으며, 노이즈도 비슷한 수준이다. RAW 이미지 포맷의 다이나믹 레인지는 경쟁 제품들과 비슷한 수준이다.

## 그랑프리 수상 기념 모델
2007년, K10D는 TIPA 2007에서 수상을 하게 되었다. 그 기념으로 펜탁스는 K10D 그랑프리 수상 기념 모델을 내놓게 된다. 이 모델이 일반적인 K10D와 다른 점은 제품의 헤드에 있는 PENTAX 로고와 모드다이얼에 새겨진 글씨가 금색인 점, 한정판 K10D그랑프리 전용스트랩 포함, 한정판 세로그립 포함, 바디와 세로그립에 있는 고무그립의 색깔이 다크브라운인 점, 출하 당시의 펌웨어가 1.3 버전인 점 정도가 있다. 외관을 제외하고는 일반적인 K10D와 기계적 성능은 완전히 동일하다.

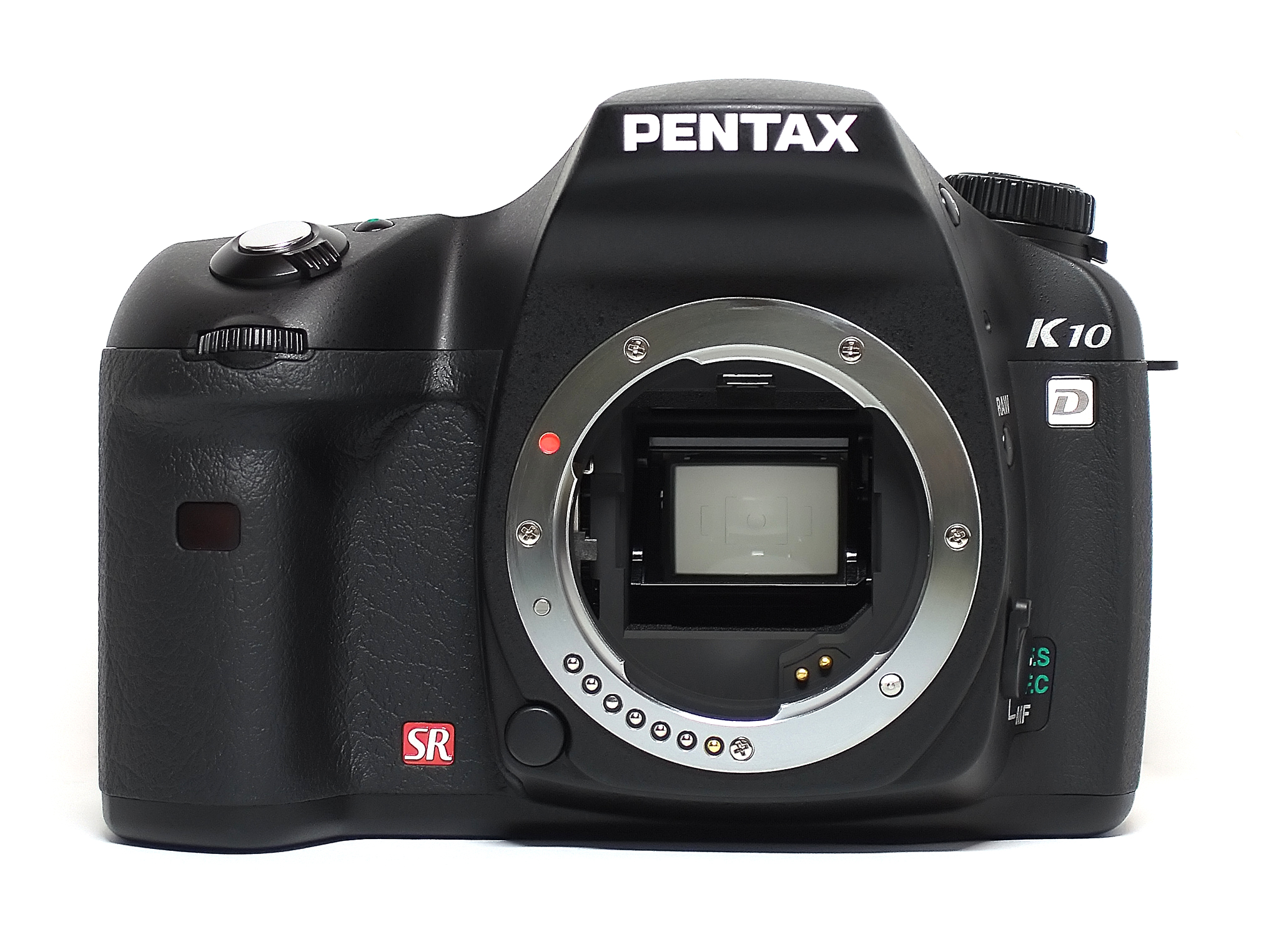
K_{AF2} 마운트를 보여주는 전면.

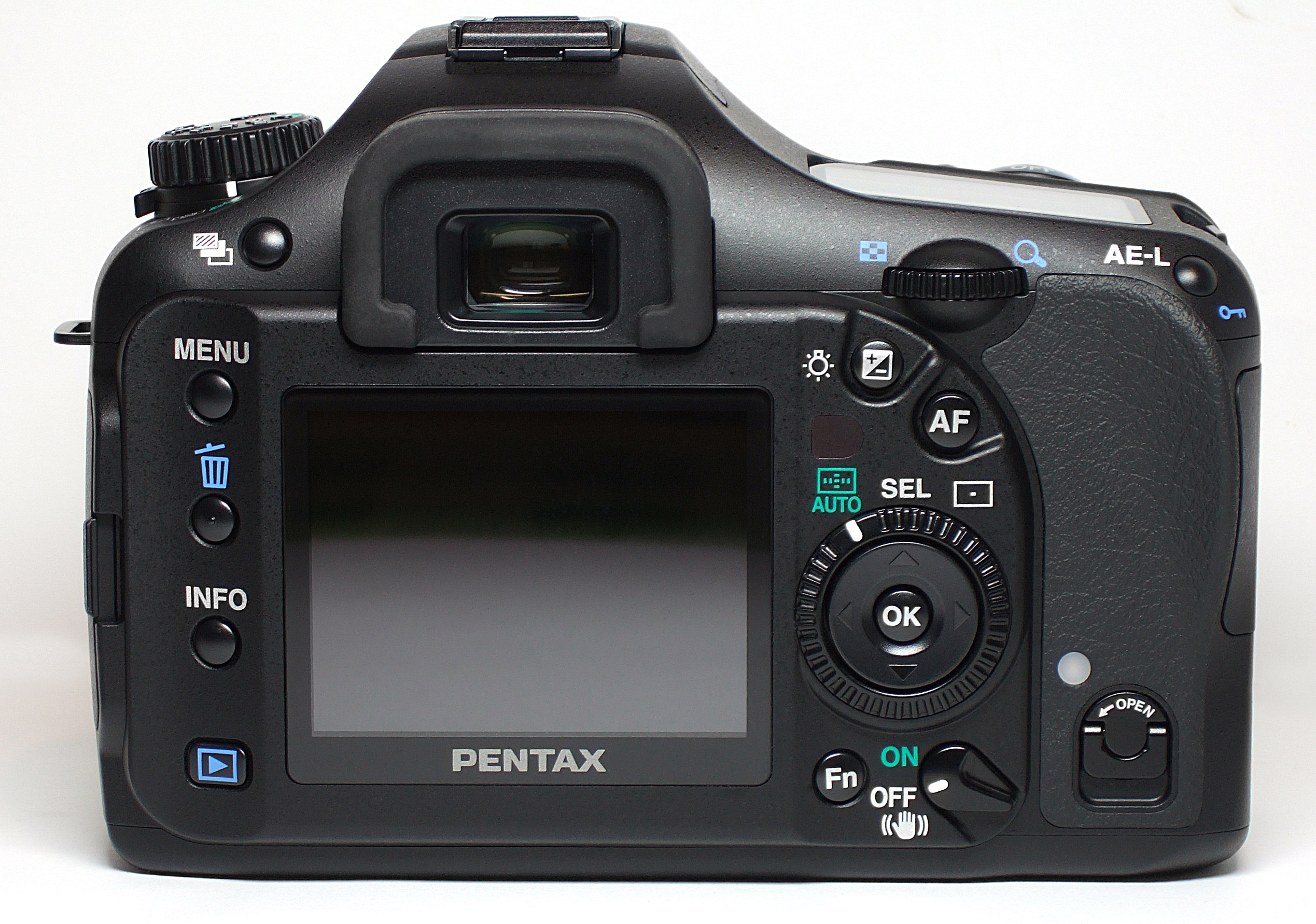
뒷면.
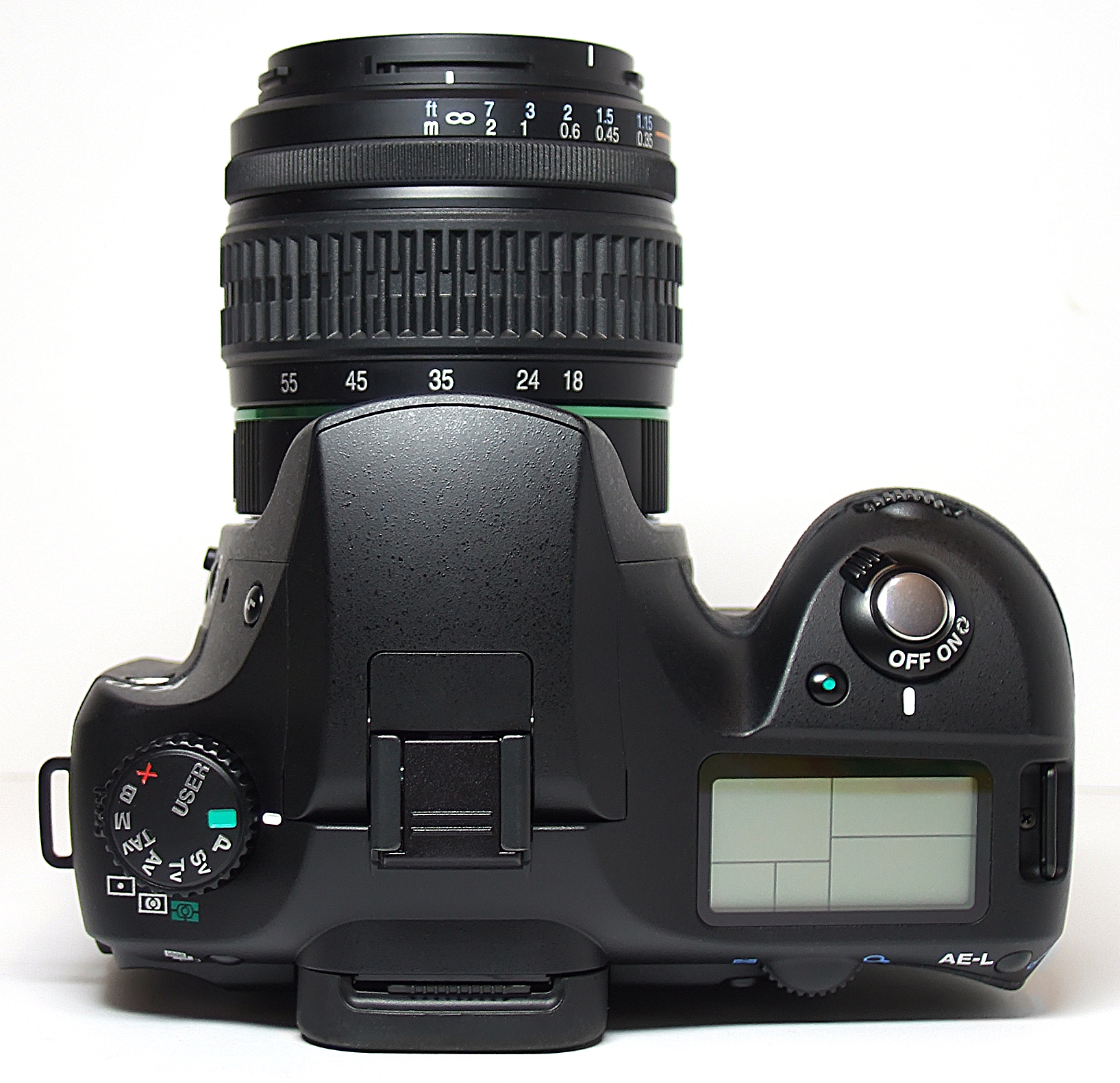
윗면.
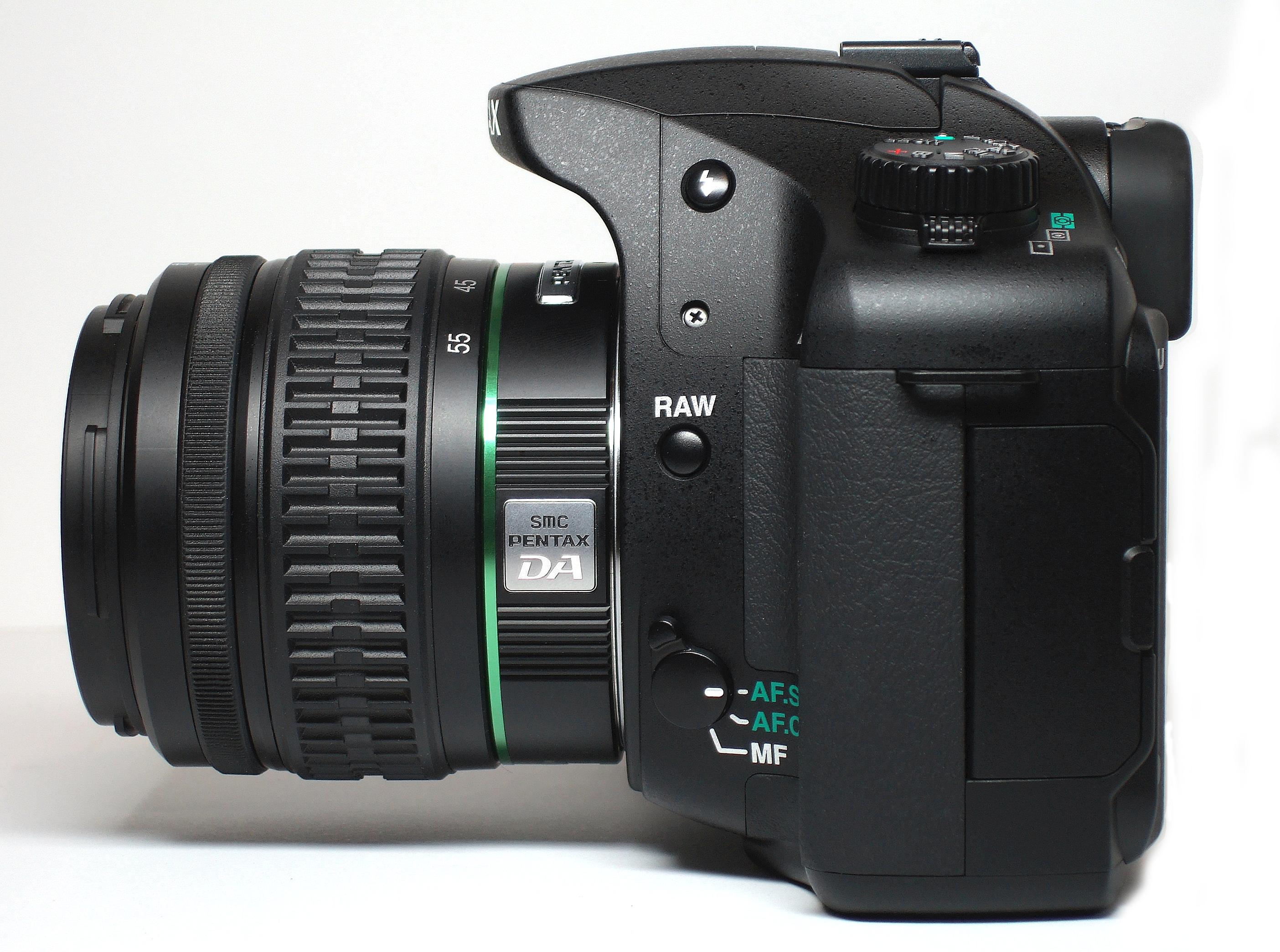
왼쪽면.